# Outchaly
Outchaly (en russe : Учалы) est une ville de la république de Bachkirie, en Russie. Sa population s'élevait à 35 915 habitants en 2025.

## Géographie
Outchaly est située dans le sud de l'Oural, à 231 km à l'est-sud-est d'Oufa et à 1 397 km à l'est de Moscou.

## Histoire
En 1939, des dépôts de cuivre et de zinc sont découverts dans les environs d'Ouchaly. La construction d'une usine pour la préparation du minerai commence en 1955. La ville d'Outchaly est créée en 1963 par la fusion de Malye Outchaly (Малые Учалы) et Novye Outchaly (Новые Учалы).

## Population

### Démographie
Recensements (*) ou estimations de la population
| 1959*  | 1970*  | 1979*  | 1989*  | 2002*  | 2006   | 2010*  | 2012   |
| ------ | ------ | ------ | ------ | ------ | ------ | ------ | ------ |
| 11 297 | 21 808 | 27 603 | 32 404 | 37 196 | 38 321 | 37 788 | 37 829 |

| 2013   | 2014   | 2015   | 2016   | 2017   | 2018   | 2019   | 2020 |
| ------ | ------ | ------ | ------ | ------ | ------ | ------ | ---- |
| 37 762 | 37 681 | 37 480 | 37 516 | 37 715 | 37 933 | 37 710 | -    |

### Nationalités
Selon les résultats du recensement de 2010, la population d'Outchaly comprenait 50,2 pour cent de Bachkirs, 26,6 pour cent de Russes et 20,9 pour cent de Tatars.

## Économie
L'économie d'Outchaly est dominée par le complexe minier et métallurgique Outchalinski Gorno-Obogatitelny Kombinat, en abrégé OuGOK (en russe : Учалинский горно-обогатительный комбинат, УГОК), qui extrait et concentre le minerai de cuivre et de zinc. 
D'autres entreprises fabriquent de la fonte mécanique, des machines pour l'exploitation forestière, des éléments en béton armé, des vêtements, du beurre et du fromage.